# Въведение Богородично (Теологос)
Вижте пояснителната страница за други значения на Въведение Богородично.
„Въведение Богородично“ (на гръцки: Εισόδια Θεοτόκου, Παναγούδα) е православна църква, разположена край село Теологос на остров Тасос, Егейска Македония, Гърция, част от Филипийската, Неаполска и Тасоска епархия на Вселенската патриаршия.

## Местоположение
Църквата е разположена в края на старото село, Пера махала, край извора Карцилиотина, на няколко километра югоизточно от Теологос. Църквата е частна.

## Архитектура
В архитектурно отношение е малък еднокорабен храм с дървен покрив, без притвор и с полукръгла апсида на изток. Външните размери са 7,80 / 8,77 / 4.90 m, площта е 38,22 m2, а дебелината на стените е 0,70 m. Църквата е построена на склон и по-голямата част от северната страна е вкопана. Единичната врата е от запад.
Осветлението става от малки правъгълни прозорци – един на южната стена, по-малък в олтара и съвсем малък в конхата на апсидата.
Има четирискатен покрив, който заедно с покрива на апсидата е покрит с каменни плочи. Градежът е от камъни. В северния ъгъл на западната стена има надпис 1878. Храмът е строен в две фази. На първата принадлежи източната стена, на втората – останалата част. Храмът изгаря в 1985 година. Южната стена рухва през 1990 г. и е възстановена заедно с покрива.
Иконостасът е дъсчен, двуврат с нови икони. Апсидата на светилището е издигната, а олтарът е вграден. Протезисът и диакониконът са малки правоъгълни ниши.

## Стенописи
В интериора на храма са запазени важни стенописи от преходния период между византийското и поствизантийското изкуство. В апсидата е изобразена Света Богородица Врефократуса, а под нея е Поклонение на жертвата и йерарси. В протезиса е Човек на скърби, а в диаконикона Ангелски събор. В предната част на апсидата е Уброс а вляво и вдясно Благовещение. Украсата е завършена с геометрични мотиви.
Зографът следва иконописната традиция както от иконографска гледна точка, така и от стилистична – Поклонението на жертвата и Светата литургия се изписват в конхата на светилището от XIV век, а изображението на Благовещение следва традицията на критските зографи от XV и XVI век. Уменията му са високи и стилът му принадлежи към XV век.
- Стенописи